# Коронавірусна хвороба 2019 у Південній Америці
Епідемія коронавірусної хвороби 2019 у Південній Америці — це поширення пандемії коронавірусної хвороби 2019 на територію Південної Америки. Перший випадок коронавірусної хвороби в Південній Америці зареєстрований 26 лютого 2020 року у бразильському місті Сан-Паулу. Станом на 3 квітня в усіх країнах і територіях Південної Америки було зафіксовано принаймні один випадок хвороби.
13 травня 2020 року повідомлено, що в Латинській Америці та Карибському басейні було зареєстровано понад 400 тисяч випадків зараження COVID-19 із 23091 померлими. 22 травня 2020 року Всесвітня організація охорони здоров'я оголосила Південну Америку епіцентром пандемії, посилаючись на швидке зростання кількості випадків у Бразилії.
Станом на 12 січня 2023 року в Південній Америці було зареєстровано 67331547 підтверджених випадків хвороби і 1344031 смерть від COVID-19. Через брак тестів і медичних закладів існує думка, що кількість хворих набагато більше, ніж показують офіційні цифри.

## Статистика за країнами та територіями
| Країна/територія     | Випадки    | Активні випадки | Смерті    | Одужання    | Посилання            |
| -------------------- | ---------- | --------------- | --------- | ----------- | -------------------- |
| Бразилія             | 37,449,418 | 123,266         | 701,494   | 36,241,001  | [ 8 ] [ 9 ] [ 10 ]   |
| Аргентина            | 10,044,957 | немає даних     | 130,472   | немає даних | [ 11 ] [ 12 ]        |
| Колумбія             | 6,364,636  | немає даних     | 142,713   | немає даних | [ 13 ] [ 14 ]        |
| Чилі                 | 5,284,719  | 402             | 61,409    | 5,193,337   | [ 15 ]               |
| Перу                 | 4,501,869  | немає даних     | 220,154   | немає даних | [ 16 ] [ 17 ]        |
| Болівія              | 1,197,239  | немає даних     | 22,377    | немає даних | [ 7 ] [ 18 ] [ 19 ]  |
| Еквадор              | 1,061,100  | немає даних     | 36,019    | немає даних | [ 20 ] [ 21 ] [ 22 ] |
| Уругвай              | 1,037,893  | немає даних     | 7,625     | немає даних | [ 23 ] [ 24 ]        |
| Парагвай             | 735,759    | немає даних     | 19,880    | немає даних | [ 25 ] [ 26 ]        |
| Венесуела            | 543,811    | 1,868           | 5,809     | 536,134     | [ 7 ] [ 27 ] [ 28 ]  |
| Французька Гвіана    | 98,041     | немає даних     | 413       | no data     | [ 7 ] [ 29 ]         |
| Суринам              | 82,495     | 31,335          | 1,404     | 49,756      | [ 30 ]               |
| Гаяна                | 73,499     | 166             | 1,281     | 69,746      | [ 31 ]               |
| Фолклендські Острови | 1,923      | немає даних     | 0         | немає даних | [ 32 ] [ 33 ]        |
| Загалом              | 34,359,631 | 1,947,427       | 1,047,229 | 32,102,586  |                      |

### Південна Америка та Латинська Америка
| Країна/територія         | Випадки    | Смерті    | Одужання   | Населення (в мільйонах) |       |
| ------------------------ | ---------- | --------- | ---------- | ----------------------- | ----- |
| Південна Америка         | 67,331,547 | 1,344,031 | 65,102,593 | 430                     | [ 7 ] |
| Мексика                  | 7,284,502  | 331,333   | 6,519,926  | 128                     | [ 7 ] |
| Панама                   | 1,027,247  | 8,584     | 1,016,577  | 4                       | [ 7 ] |
| Домініканська Республіка | 650,990    | 4,384     | 644,785    | 11                      | [ 7 ] |
| Коста-Рика               | 1,171,802  | 9,104     | 860,711    | 5                       | [ 7 ] |
| Гватемала                | 1,214,861  | 20,033    | 1,182,221  | 17                      | [ 7 ] |
| Гондурас                 | 468,048    | 11,088    | 95,000     | 10                      | [ 7 ] |
| Загальна кількість       | 67,619,768 | 1,346,290 | 65,632,715 | 605                     | [ 7 ] |

## Хронологія за країнами та територіями

### Аргентина
Епідемія коронавірусної хвороби 2019 в Аргентині — це поширення пандемії коронавірусної хвороби 2019 на територію Аргентини. Станом на 12 травня 2023 року загалом було підтверджено 10044957 випадки хвороби, а 130472 хворих померли.
3 березня 2020 року підтверджено перший випадок коронавірусної хвороби в Аргентині. 7 березня 2020 року міністерство охорони здоров'я країни підтвердило першу в країні задокументовану смерть від COVID-19 64-річного чоловіка, який повернувся зі столиці Франції Парижа, у якого була низка хронічних хвороб; випадок був підтверджений як позитивний лише після смерті хворого.
19 березня 2020 року в Аргентині запровадили загальнонаціональний локдаун. Карантин було скасовано по всій країні 10 травня, за винятком міського району Великого Буенос-Айреса (де проживає 31,9 % населення країни), а Великий Буенос-Айрес був закритий до 17 липня, і в ньому локдаун поступово послаблявся в кілька етапів, щоб поступово повернутися до нормального стану. Однак обмеження кілька разів продовжували до 8 листопада 2020 року. Під час другої хвилі епідемії запроваджувався ще один загальнонаціональний локдаун з 22 по 31 травня 2021 року.
Заходи з боротьби з поширенням коронавірусної хвороби в країні включали обмеження пересування та рекомендації залишатися вдома, закриття частини торгівельних закладів, закриття кордонів, закриття шкіл та інших навчальних закладів. Спалахи інфекції і смертей траплялися в будинках пристарілих, в'язницях та інших місцях ув'язнення, а також у великих містах. З часом кількість тестів зросла, хоча були певні занепокоєння, оскільки тестувань проводилось менше, ніж в інших країнах регіону, зокрема Чилі та Перу. Проте, незважаючи на це, заходи уряду Аргентини щодо боротьби з епідемією вважаються одними з найкращих у регіоні.

### Болівія
Епідемія коронавірусної хвороби 2019 у Болівії — це поширення пандемії коронавірусної хвороби 2019 на територію Болівії. Перші випадки хвороби були зареєстровані в Болівії 10 березня 2020 року, коли було виявлено перші два випадки в департаментах Оруро і Санта-Крус.
12 березня у Болівії призупинили всі заняття в державних школах до 31 березня, а також призупинили комерційне транспортне сполучення Європи на невизначений термін. У країні також заборонили масові громадські заходи понад 1000 осіб.

### Бразилія
Епідемія коронавірусної хвороби 2019 у Бразилії призвела до 37511921 підтверджених випадків COVID-19 і 702116 смертей. Перший випадок хвороби в Бразилії зареєстровано 25 лютого 2020 року, коли в чоловіка із Сан-Паулу, який повернувся з Італії, підтверджено позитивний результат тестування на коронавірус. До 21 березня хвороба поширилася на всі федеративні одиниці Бразилії. 19 червня 2020 року країна повідомила про мільйонний випадок хвороби і майже 49 тисяч померлих. Одна з оцінкок заниження звітності становила 22,62 % від загальної зареєстрованої смертності від COVID-19 у 2020 році. в країні.
Пандемія COVID-19 спричинила запровадження низки заходів з боку федеральних, державних і місцевих органів влади, вплинувши на політику, освіту, навколишнє середовище та економіку. 27 березня 2020 року Бразилія оголосила про тимчасову заборону авіасполучення з іншими країнами, і більшість губернаторів штатів запровадили карантин, щоб запобігти поширенню хвороби. Президент Жаїр Болсонару проповідував теорії змови щодо лікування COVID-19 та його походження, і його звинуватили в применшуванні ефективних засобів послаблення наслідків епідемії та запровадженні стратегії колективного імунітету. У жовтні 2021 року комісія Конгресу рекомендувала висунути кримінальні звинувачення проти президента за його боротьбу проти заходів з поширення хвороби, включаючи звинувачення у злочинах проти людства.
Станом на 24 травня 2023 року Бразилія з 37511921 підтвердженим випадком хвороби і 702116 смертями займала третє місце у світі за кількістю підтверджених випадків і друге за кількістю смертей від COVID-19 у світі, поступаючись лише США та Індії.

### Чилі
Епідемія коронавірусної хвороби 2019 серйозно вразила Чилі. Перший випадок хвороби в Чилі зареєстровано 3 березня 2020 року. Перші випадки були завезені з Південно-Східної Азії та Європи, що пізніше спричинило появу невідстежуваних випадків інфекції, та перехід країни в четверту фазу пандемії за визначенням Всесвітної організації охорони здоров'я, станом на 25 березня 2020 року в країні було підтверджено понад 1000 випадків хвороби.
Випадки хвороби були зосереджені переважно в столичному районі Сантьяго, спалахи хвороби спостерігались періодично в інших регіонах країни. У Чилі не було введено загальнонаціонального карантину, на відміну від сусідніх Аргентини та Перу, хоча нічна комендантська година була запроваджена по всій країні. Карантини встановлювали локально в різних містах і районах. Однак у травні 2020 року все місто Сантьяго було переведено на обов'язковий карантин внаслідок збільшення кількості випадків хвороби, і подібні ситуації виникали в більшості найбільших міст Чилі.
Враховуючи кількість населення, до червня 2020 року в Чилі стався один із найгірших спалахів у світі. Спочатку кількість смертей була нижчою, ніж в інших країнах Південної Америки, навіть у тих, де випадків було менше. Однак у травні 2020 року кількість випадків і смертей стрімко зросла, тоді як кілька джерел повідомили про надлишок смертей, офіційно не пов'язаних з коронавірусом, які не були враховані. До червня 2020 року уряд підтвердив тисячі додаткових смертей через COVID-19, включаючи ймовірні випадки, коли ПЛР-тести були недоступні. Епідемія досягла піку 13 червня, коли за день було підтверджено 195 смертей і майже 7 тисяч випадків інфікування. До липня 2020 року померло 10 тисяч хворих, і Чилі була шостою за кількістю випадків у світі. У наступні тижні кількість випадків хвороби за добу і смертей почала повільно зменшуватися, хоча з'явилися деякі локальні спалахи. Пізніше протягом року кількість випадків зросла, і до березня 2021 року кількість випадків хвороби на добу перевищила кількість випадків у початковій хвилі.
Чилі стала однією з перших країн, яка розпочала загальнонаціональну програму вакцинації проти COVID-19. 24 грудня 2020 року в країну прибула перша партія вакцин для щеплення переважно медичних працівників. Завдяки більшим партіям вакцин (головним чином «Коронавак»), які надійшли з лютого 2021 року, Чилі стала однією з найшвидше імунізованих країн у світі: до березня 2021 року чверть населення отримала принаймні одну дозу вакцини. Така швидка реакція була зумовлена підписанням контрактів із кількома постачальниками, потужною державною програмою імунізації та невеликими настроями проти вакцинації. Незважаючи на успіх програми вакцинації, кількість випадків хвороби зросла, що пояснюється раннім послабленням обмежень і помилковим відчуттям безпеки.
Коронавірусна хвороба з більш ніж 92 тисячами випадків і 2500 смертей на мільйон жителів серйозно вплинула на економіку і суспільне життя Чилі. У березні 2020 року, коли було зареєстровано перші випадки COVID-19, у країні все ще тривали протести та заворушення, які почалися в жовтні 2019 року, і пандемія вплинула на запланований на 2020 рік чилійський національний плебісцит, який було перенесено та проведено пізніше в наступному році. У перші місяці були встановлені часткові локдауни та карантини, що вдарило по економіці країни. У перші місяці були встановлені часткові локдауни та карантини, що вдарило по економіці країни. До квітня 2020 року безробіття досягло 9 %, що стало максимумом за 10 років. Наприкінці травня 2020 року, головним чином у Сантьяго, спалахнула хвиля протестів через брак продовольства в частини населення країни. ВВП Чилі скоротився на 5,8 % у 2020 році, що стало найбільшим спадом у країні за 40 років. Чилі є єдиною країною у світі, яка має такі процедури в'їзду, як вимога гомологації вакцин для приїзду в країну.

### Колумбія
Перший випадок коронавірусної хвороби в Колумбії зареєстровано 6 березня 2020 року.
До січня 2022 року в Колумбії були 4 хвилі епідемії: інфікування та смертність досягли піку в серпні 2020 року, знову в січні 2021 року після різдвяних свят, досягли нових максимумів у період з квітня по червень 2021 року, а четверта хвиля була підтверджена наприкінці грудня 2021 року після появи варіанту SARS -CoV-2 Омікрон.
«Підтверджений COVID-19» був основною причиною смерті в Колумбії в 2020 році, де до кінця календарного року коронавірус спричинив понад 50 тисяч летальних випадків. Ще 13 тисяч смертей у Колумбії того року були ймовірно спричинені COVID-19, що зробило «підозру на COVID-19» третьою за поширеністю причиною смерті. Кількість смертей від «підтвердженого COVID-19» подвоїлася протягом першої половини 2021 року, досягнувши 100 тисяч до кінця червня (включаючи всі смерті з початку пандемії).

### Еквадор
29 лютого 2020 року міністр охорони здоров'я Еквадору Каталіна Андрамуньйо підтвердила перший випадок хвороби в країні в жінки 70 років, громадянки Еквадору, яка проживала в Іспанії, та прибула до Гуаякіля 14 лютого. 1 березня 2020 року Андрамуньо повідомила, що в Еквадорі було підтверджено 5 нових випадків коронавірусу.
Станом на 31 березня 2020 року в країні було 2240 підтверджених випадків хвороби, а також 75 смертей, пов'язаних з COVID-19. У міністерстві охорони здоров'я також повідомили про 61 смерть, ймовірно пов'язану з COVID-19.
У квітні 2020 року Еквадор назвали «епіцентром» пандемії в Латинській Америці. Особливо сильно постраждала провінція Гуаяс, де було зареєстровано тисячі смертей порівняно з звичайним періодом часу. 17 квітня 2020 року повідомлялося, що за 6 тижнів з початку березня в провінції Гуаяс померло 10939 людей у порівнянні зі звичайною цифрою для провінції в 3 тисячі.

### Фолклендські острови
3 квітня 2020 року виявлено перший випадок хвороби у британській заморській території Фолклендські Острови. Для запобігання поширення інфекції уряд островів закрив усі школи та дитячі садки до 4 травня 2020 року. Станом на 30 квітня всі 13 випадків одужали.

### Французька Гвіана
4 березня 2020 року було виявлено перші 5 випадків хвороби в заморському департаменті Франції Французька Гвіана, а про першу смерть повідомлено 20 квітня 2020 року.

### Гаяна
Перший випадок коронавірусної хвороби в Гаяні зареєстровано 11 березня 2020 року в 52-річної жінки, яка прибула з Нью-Йорка, та мала низку хронічних хвороб, зокрема цукровий діабет і гіпертонію. Ця хвора померла в державній лікарні Джорджтауна.

### Парагвай
7 березня 2020 року повідомлено про перший підтверджений випадок хвороби у Парагваї в 32-річного мешканця країни, який прибув з Еквадору.
10 березня Парагвай призупинив на 15 днів заняття в державних школах і масштабні громадські заходи задля запобігання поширення коронавірусу.
13 березня Парагвай призупинив транспортне сполучення з Європою.

### Перу
Поширення COVID-19 у Перу призвела до 4507363 випадків хвороби і 220673 смертей. Перший випадок хвороби в Перу зареєстровано 6 березня 2020 року, коли 25-річний чоловік, який їздив до Іспанії, Франції та Чехії, отримав позитивний результат тестування на коронавірус. 15 березня 2020 року президент Мартін Віскарра запровадив локдаун по всій країні, закриття кордонів, обмеження внутрішніх рейсів і заборону роботи закладів не першої необхідності, за винятком медичних закладів, продуктових магазинів, аптек і банків. Станом на травень 2023 року Перу мало найвищий рівень смертності від COVID-19 у світі: понад 6400 смертей на мільйон громадян.

### Суринам
13 березня 2020 року віце-президент Суринаму Ашвін Адхін повідомив про перший підтверджений випадок хвороби в країні. 3 квітня було повідомлено про першу смерть. 3 травня всі інші випадки COVID-19 одужали.
18 травня було виявлено одинадцятий випадок хвороби.
11 серпня президент Чан Сантохі оголосив про низку заходів, якими запроваджуються використання масок для обличчя, скорочується час роботи ресторанів і забороняється збиратися групам від 5 осіб, за винятком робочих місць, навчання, релігійних зібрань і похоронів. Загальнонаціональна комендантська година діяла з 21:00 до 5:00 щодня до 23 серпня.

### Уругвай
Під час епідемії COVID-19 в Уругваї було зареєстровано 1038774 випадків COVID-19 і 7634 смертей.
Про перші випадки в Уругваї міністерство охорони здоров'я повідомило 13 березня 2020 року. Перші випадки були зареєстровані в прибулих з Італії та Іспанії з кількома випадками місцевої передачі вірусу. Більшість початкових випадків були пов'язані з весіллям у Монтевідео, де були присутні 500 людей, на якому був присутній уругвайський модельєр, який повернувся з Іспанії та пізніше отримав позитивний результат тестування на коронавірус. Низка заходів стримування були запроваджені в середині березня 2020 року, а серйозні обмеження на пересування запроваджені в кінці березня. Уругвай є однією з небагатьох країн Латинської Америки, якій вдалося уникнути великих спалахів протягом тривалого періоду часу завдяки закриттю кордонів із сусідніми країнами. Країна мала одну з найнижчих у Південній Америці кількість активних випадків на населення до грудня 2020 року, коли органи охорони здоров'я оголосили, що великі спалахи, спричинені місцевої передачею вірусу, зареєстровані в Монтевідео. 23 січня 2021 року президент Луїс Альберто Лакальє Поу повідомив під час прес-конференції, що уряд закупив вакцину проти COVID-19 у Pfizer і Sinovac Biotech, а також веде переговори з третім виробником.

### Венесуела
13 березня віце-президент Венесуели Делсі Родрігес повідомила про перші два підтверджених випадки в країні.
14 березня міністр комунікацій Хорхе Родрігес повідомив, що в країні виявлено 8 нових випадків хвороби.
26 березня в країні було зареєстровано першу смерть.
Діосдадо Кабельйо, віце-президент Об'єднаної соціалістичної партії Венесуели та президент провладної Установчої національної асамблеї, заявив, що 9 липня у нього підтверджено позитивний тест на COVID-19.
10 липня позитивний результат тесту на коронавірус виявлено в міністра нафтової промисловості Тарека Ель-Айсамі та губернатора провінції Сулія Омара Прієто.
У члена Національних установчих зборів 2017 року і губернатора столичного округу Даріо Віваса 19 липня підтвердився позитивний тест на COVID-19.
13 серпня у міністра зв'язку та інформації Венесуели Хорхе Родрігеса підтверджено позитивний аналіз на COVID-19. Того ж дня у віці 70 років від коронавірусної хвороби помер Даріо Вівас.
Венесуела особливо вразлива до ширших наслідків пандемії через триваючу соціально-економічну та політичну кризу, яка спричиняє величезну нестачу основних продуктів харчування та предметів першої необхідності, включаючи медичні товари. Масова еміграція венесуельських лікарів також спричинила хронічну нестачу персоналу в лікарнях.

## Профілактичні заходи в інших країнах і територіях

### Південна Джорджія та Південні Сандвічеві острови
Південна Джорджія і Південні Сандвічеві Острови є віддаленою незаселеною територією, за винятком невеликих поселень вчених; територію також іноді відвідують невеликі групи туристів. 17 березня туристичні об'єкти в Грютвікені були закриті для запобігання можливому поширенню інфекції, а також вживались інші заходи для захисту працівників на островах. Південна Джорджія залишалась відкритою для відвідувачів за наявності дозволу, і станом на 22 квітня 2020 року там все ще не було виявлено випадків хвороби.